# 圓洲角綜合大樓

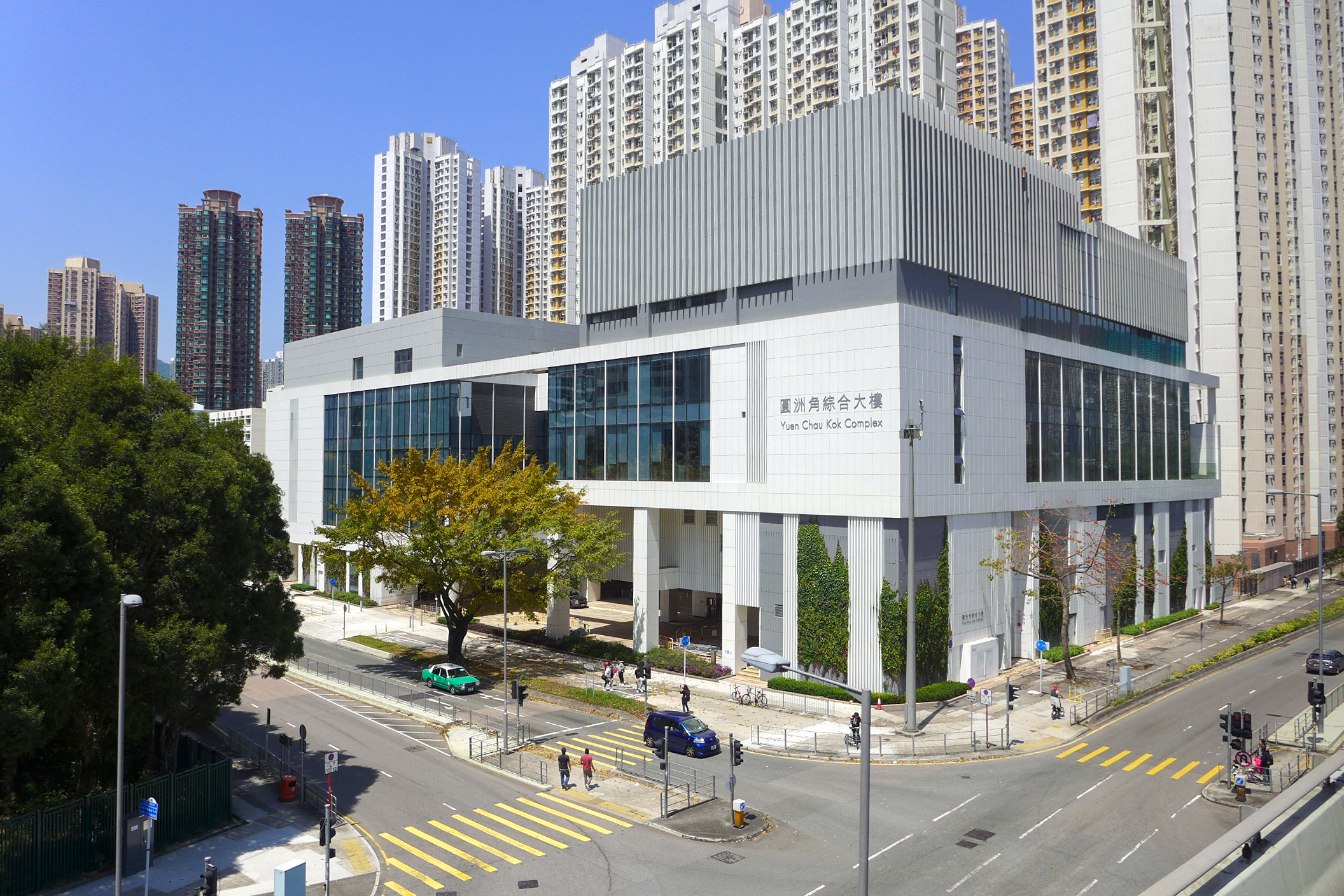
圓洲角綜合大樓外觀

圓洲角綜合大樓（英語：Yuen Chau Kok Complex）是一棟位於香港新界沙田區圓洲角銀城街35號的市政大廈，由康樂及文化事務署管理，設有體育館、公共圖書館及社區會堂。

## 歷史
圓洲角綜合大樓的工程名為「沙田14B區體育館、社區會堂及分區圖書館」。1990年代，沙田區人口逾600,000，為各個香港行政區劃中人口最多的地區之一。因此，區域市政局於1996年在沙田第14B區預留土地興建體育館及圖書館。後來因區域市政局解散，此項目計劃亦一再拖延。至2010年代，預測沙田區人口至2019年將會達至686,000，根據《香港規劃標準與準則》，建議沙田區應該獲得提供11座室內體育館，然而沙田區至此僅5座。過去3年，上述5座體育館的使用率約為90%；加上沙田區體育館中除了馬鞍山體育館於2004年落成外，其餘均於1980年代落成，設施已經悉數老化。
2000年康文署成立，接手區域市政局留下的工作。沙田區議會於2005年6月議決本項工程為最優先處理項目。政府分別於2007年6月及8月及2008年4月就此項目諮詢沙田區議會文化、體育及社區發展委員會。2011年8月，民政事務局就沙田區第14B體育館概念設計圖諮詢文化、體育及社區發展委員會，並且獲得後者支持。同年9月，民政事務局經由沙田民政事務處諮詢沙田區以及與項目計劃工地毗鄰的愉翠苑業主委員會會面，兩者均對項目無異議。
民政事務局於2012年5月4日就項目向立法會民政事務委員會提交文件；同年6月13日，再向立法會工務小組提出撥款申請，並獲得通過。工程於2012年底動工，於2016年下半年落成。

## 設施
圓洲角體育館於2016年12月12日投入使用。體育館內設有室內草地滾球場，提供四條球道。另外又設有高達14米的戶外運動攀登牆，提供四條不同難度的攀爬線。另外還設有一個多用途主場（可用作兩個籃球場、兩個排球場或八個羽毛球場）、兩間多用途活動室、一間健身室、一間乒乓球室（提供六張乒乓球枱）及一間兒童遊戲室。
圓洲角公共圖書館的自修室於2016年12月22日啟用，而公共圖書館本身則於2017年3月30日啟用。公共圖書館面積約2900多平方米，屬於分區圖書館。設施包括成人圖書館、兒童圖書館、報刊閱覽區、多媒體資料圖書館、電腦資訊中心、特快歸還服務、自助借書服務及推廣活動室等。新圖書館的館藏約16萬項，涵蓋成人和兒童中、英文書籍，以及鐳射唱片等，報刊閱覽區備有逾140種本地及海外出版的報刊及雜誌。
圓洲角社區會堂於2017年6月6日投入使用，由時任民政事務總署署長謝小華、沙田區議會主席何厚祥、沙田民政事務專員陳婉雯主持開幕典禮。